# Goumtoaga
Goumtoaga est une localité située dans le département de Koubri de la province du Kadiogo dans la région Centre au Burkina Faso. En 2006, cette localité comptait 387 habitants dont 51,2 % de femmes.